# Ceratiomyxa
Ceratiomyxa is een geslacht slijmzwammen uit de familie Ceratiomyxidae.

## Soorten
Volgens Index Fungorum telt het geslacht vier soorten (peildatum december 2023):
| Soortnaam                                     | Auteur(s)                    | Publicatiejaar |
| --------------------------------------------- | ---------------------------- | -------------- |
| Ceratiomyxa fruticulosa (Gewoon ijsvingertje) | (O.F. Müll.) T. Macbr.       | 1899           |
| Ceratiomyxa hemisphaerica                     | L.S. Olive & Stoian.         | 1979           |
| Ceratiomyxa morchella                         | A.L. Welden                  | 1954           |
| Ceratiomyxa porioides                         | (Alb. & Schwein.) J. Schröt. | 1897           |
| Ceratiomyxa sphaerosperma                     | Boedijn                      | 1927           |